# دان هيل (لاعب كرة قدم أمريكية)
دان هيل (بالإنجليزية: Dan Hill)‏ هو لاعب كرة قدم أمريكية أمريكي، ولد في 8 مارس 1917 في آشفيل في الولايات المتحدة، وتوفي في 24 أغسطس 1989 في درم في الولايات المتحدة.